# Шкултети-Габриш, Ладислав
Ладислав Шкултети-Габриш (венг. Skultéty László; 27 июня 1738, Мойтин, Словакия — 19 августа 1831, Арад, Румыния) — гусар австрийской армии, который записан в Книгу рекордов Гиннесса как человек, прослуживший в армии дольше всех — 81 год.

## Биография
Шкултети-Габриш, словак, родился в селе Мойтин у города Поважска-Бистрица (ныне в Словакии) в бедной семье. В 12 лет осиротел и был отдан в гусарский полк. В 1757 году был отмечен за храбрость в боях при Кёльне и Берлине во время Семилетней войны. В 1778 году стал капралом, в 1790 во время турецкой кампании — вахмистром. Во время парада 1812 года император Франц II с удивлением заметил седого знаменосца-гусара. Император распорядился назначить Шкултети-Габришу офицерское жалованье и оставить до конца жизни в полку.
Шкултети-Габриш участвовал в 22 походах австрийской армии, в 256 сражениях, был несколько раз ранен, но никогда серьёзно. Современники звали его «вечный солдат».

### Смерть
Он умер в 93 года. Его могила была реставрирована в 1898 году, и жители Арада возвели обелиск в память об удивительном солдате.
В мае 2013 года его останки были, несмотря на протесты венгерского правительства, эксгумированы и вывезены в Словакию, где их перезахоронили 27 июня 2013 года в родном селе ветерана.